# Tashkent Open 2018
Tashkent Open 2018 byl tenisový turnaj pořádaný jako součást ženského okruhu WTA Tour, který se hrál na otevřených dvorcích s tvrdým povrchem Plexipave Taškentského tenisového centra. Konal se mezi 24. až 29. září 2018 v uzbecké metropoli Taškentu jako jubilejní dvacátý ročník turnaje.
Turnaj s rozpočtem 250 000 dolarů patřil do kategorie WTA International. Nejvýše nasazenou hráčkou ve dvouhře se stala padesátá pátá  žena klasifikace Irina-Camelia Beguová z Rumunska. Jako poslední přímá účastnice do dvouhry nastoupila ukrajinská 131. hráčka žebříčku Marta Kosťuková.
Druhý singlový titul na túře WTA vybojovala 24letá Ruska Margarita Gasparjanová, jež zvítězila v nejkratším finále předchozí dvacetileté historie taškentského turnaje za 61 minut. Jako 299. hráčka žebříčku se stala druhou nejníže postavenou vítězkou dvouhry v historii WTA Tour. Deblovou soutěž ovládl srbsko-slovinský pár Olga Danilovićová a Tamara Zidanšeková, jehož členky na okruhu WTA Tour získaly první deblové tituly.

## Distribuce bodů a finančních odměn

### Distribuce bodů
| Soutěž  | vítězky | finalistky | semifinalistky | čtvrtfinalistky | 16 v kole | 32 v kole | Q  | Q2 | Q1 |
| ------- | ------- | ---------- | -------------- | --------------- | --------- | --------- | -- | -- | -- |
| dvouhra | 280     | 180        | 110            | 60              | 30        | 1         | 18 | 12 | 1  |
| čtyřhra | 280     | 180        | 110            | 60              | 1         | —         | —  | —  | —  |

### Finanční odměny
| Soutěž                              | vítězky | finalistky | semifinalistky | čtvrtfinalistky | 16 v kole | 32 v kole | Q2     | Q1   |
| ----------------------------------- | ------- | ---------- | -------------- | --------------- | --------- | --------- | ------ | ---- |
| dvouhra                             | $43 000 | $21 400    | $11 500        | $6 200          | $3 420    | $2 220    | $1 285 | $750 |
| čtyřhra                             | $12 300 | $6 400     | $3 435         | $1 820          | $960      | —         | —      | —    |
| částka ve čtyřhře je uvedena na pár |         |            |                |                 |           |           |        |      |

## Ženská dvouhra

### Nasazení
| Stát                         | Hráčka                    | WTA | Nasazení |
| ---------------------------- | ------------------------- | --- | -------- |
| Rumunsko                     | Irina-Camelia Beguová     | 55. | 1.       |
| Bělorusko                    | Věra Lapková              | 66. | 2.       |
| Slovinsko                    | Tamara Zidanšeková        | 72. | 3.       |
| Švýcarsko                    | Stefanie Vögeleová        | 73. | 4.       |
| Německo                      | Tatjana Mariová           | 74. | 5.       |
| Slovensko                    | Anna Karolína Schmiedlová | 79. | 6.       |
| Rusko                        | Jevgenija Rodinová        | 84. | 7.       |
| Slovinsko                    | Dalila Jakupovićová       | 89. | 8.       |
| Žebříček WTA k 17. září 2018 |                           |     |          |

### Jiné formy účasti
Následující hráčky obdržely divokou kartu do hlavní soutěže:
- Nigina Abduraimovová
- Anna Kalinská
- Věra Zvonarevová

Následující hráčky nastoupily do hlavní soutěže pod žebříčkovou ochranou:
- Margarita Gasparjanová
- Bojana Jovanovská Petrovićová

Následující hráčky postoupily do hlavní soutěže z kvalifikace:
- Ivana Jorovićová
- Anastasija Potapovová
- Dejana Radanovićová
- Fanny Stollárová

### Odhlášení
před zahájením turnaje
- Vitalija Ďjačenková → nahradila ji  Marta Kosťuková
- Pauline Parmentierová → nahradila ji  Nao Hibinová

## Ženská čtyřhra

### Nasazení
| Stát                                                                     | Hráčka                | Stát      | Hráčka                | WTA  | Nasazení |
| ------------------------------------------------------------------------ | --------------------- | --------- | --------------------- | ---- | -------- |
| Rumunsko                                                                 | Irina-Camelia Beguová | Rumunsko  | Ioana Raluca Olaruová | 77.  | 1.       |
| Japonsko                                                                 | Nao Hibinová          | Gruzie    | Oxana Kalašnikovová   | 119. | 2.       |
| Chile                                                                    | Alexa Guarachiová     | USA       | Desirae Krawczyková   | 151. | 3.       |
| Slovinsko                                                                | Dalila Jakupovićová   | Bělorusko | Věra Lapková          | 152. | 4.       |
| Žebříček WTA k 17. září 2018; číslo je součtem umístění obou členek páru |                       |           |                       |      |          |

### Jiné formy účasti
Následující páry obdržely divokou kartu do hlavní soutěže:
- Nigina Abduraimovová /  Anna Kalinská
- Akgul Amanmuradovová /  Eugenie Bouchardová

## Přehled finále

### Ženská dvouhra
- Margarita Gasparjanová vs.  Anastasija Potapovová 6–2, 6–1

### Ženská čtyřhra
- Olga Danilovićová /  Tamara Zidanšeková vs.  Irina-Camelia Beguová /  Ioana Raluca Olaruová, 7–5, 6–3